# 座して死を待つ
座して死を待つ（ざしてしをまつ）は、古代中国からの成語。

## 概要
自らが死ぬという状況が近くなっているというのに、生き延びるための努力を何もしないで死ぬことを待っている状態のことを意味する。

### 歴史
この言葉は3世紀の三国時代の中国が由来である。この時代の蜀の宰相であった諸葛亮が皇帝に対して差し出した文章では、蜀に対する魏の強さを認めつつも、蜀が魏を討たなければ蜀が滅ぼされてしまうとある。このために座して死を待つのか、こちらから魏に攻撃を仕掛けて魏を討つのではどちらが良いでしょうかと続いていた。これは蜀は魏に戦争を仕掛けるということを強く決意しているというものであった。
孫子の言葉で、戦略無きは座して死を待つが如しというものがある。
後漢書の公孫述伝での延岑の言葉として、男子というのは死にそうになろうとも活路を求めるべきで、座して死を待つべきではないというようなものがある。
1956年2月に当時の首相であった鳩山一郎は衆議院内閣委員会で、日本に対して誘導弾などで攻撃が行われた場合には、座して死を待つべきであるというのが憲法の趣旨であるとは考えられないと述べていた。